# معتمدية القصر
معتمدية القصر إحدى معتمديات الجمهورية التونسية، تابعة لولاية قفصة.